# Шпайхерштадт

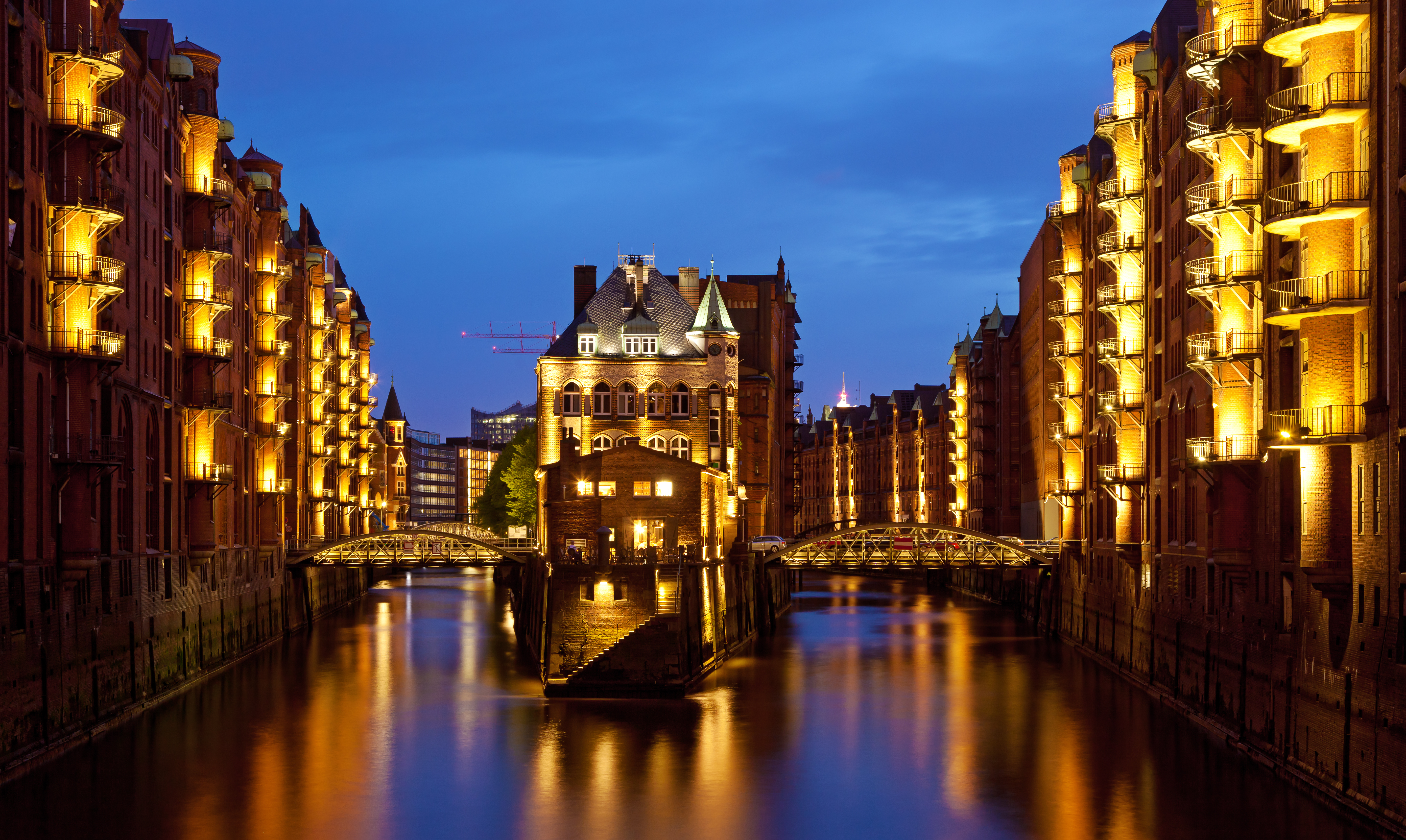
Вечерняя подсветка

Шпайхерштадт (нем. Speicherstadt, букв. «город складов») — крупнейший в мире складской район, в котором все здания возведены на деревянных фундаментах глубокого заложения, в данном случае — на дубовых брёвнах. Расположен в гавани города Гамбург; общая протяжённость составляет 1,5 км. Его строительство началось в 1883 и завершилось в 1927 году.  Район был основан в качестве порто-франковой зоны для беспошлинной торговли товарами. После серьезных реставрационных работ 5 июля 2015 года Шпайхерштадт был включён в список Всемирного наследия ЮНЕСКО.
С 1815 года вольный город Гамбург являлся членом Германского союза, однако не входил в состав Германского таможенного союза. После образования в 1871 году Германской империи он потерял статус зоны беспошлинной торговли и вошёл в состав империи. Однако по договору 1888 года он вновь стал зоной беспошлинной торговли и получил статус свободного порта.
В 1883 году начался снос района Кервидер, вследствие чего пришлось переселить более 20 000 человек. В 1885—1888 годах была возведена первая очередь комплекса зданий Шпайхерштадта. В 1991 году Шпайхерштадт получил статус охраняемого объекта наследия Гамбурга. В 2008 году стал частью кадастрового квартала Хафенсити. В попытке оживить внутригородскую территорию правительство Гамбурга инициировало развитие области Хафенсити. Частью реализации этого закона стало возведение Эльбской филармонии.

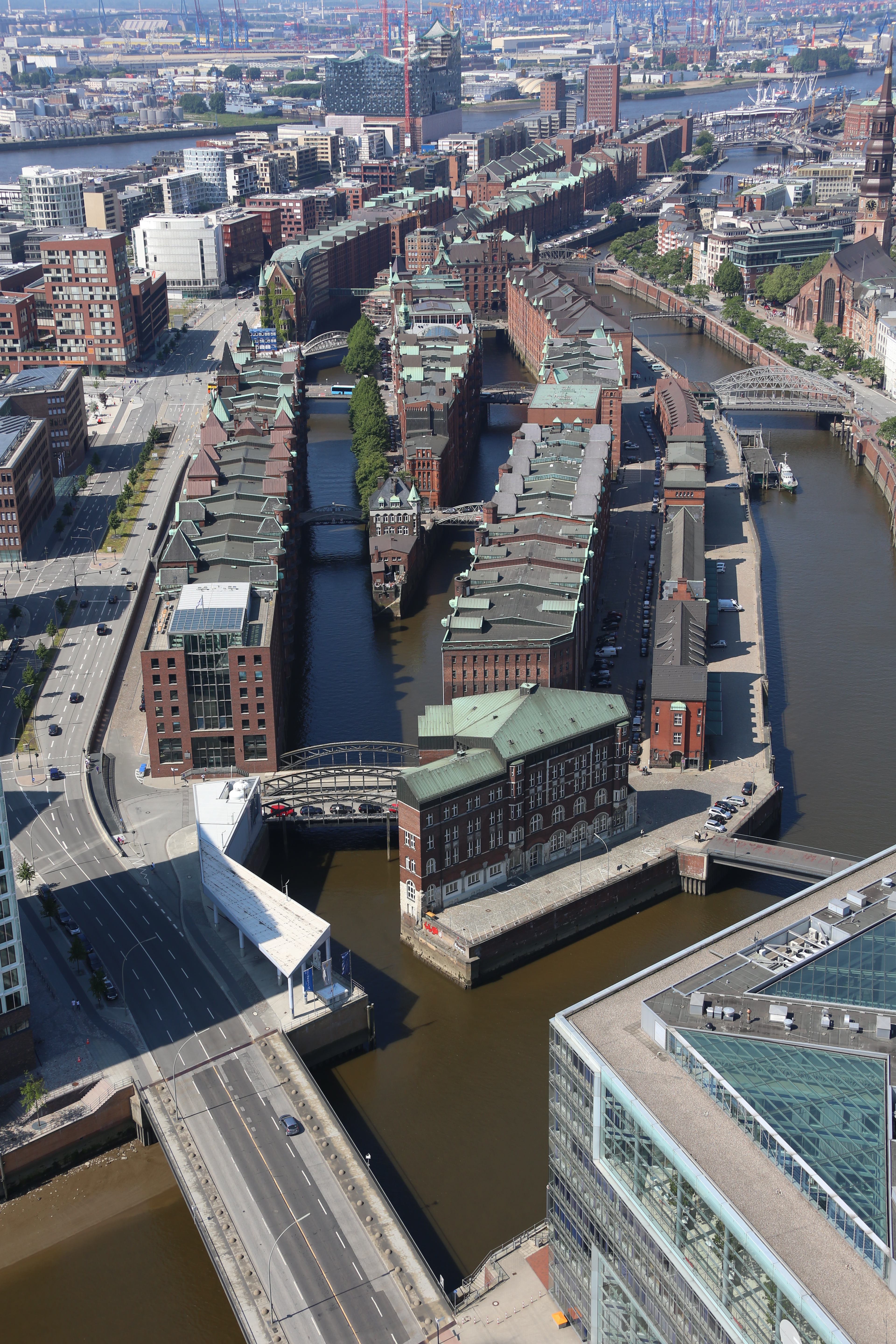
Шпайхерштадт с высоты птичьего полёта
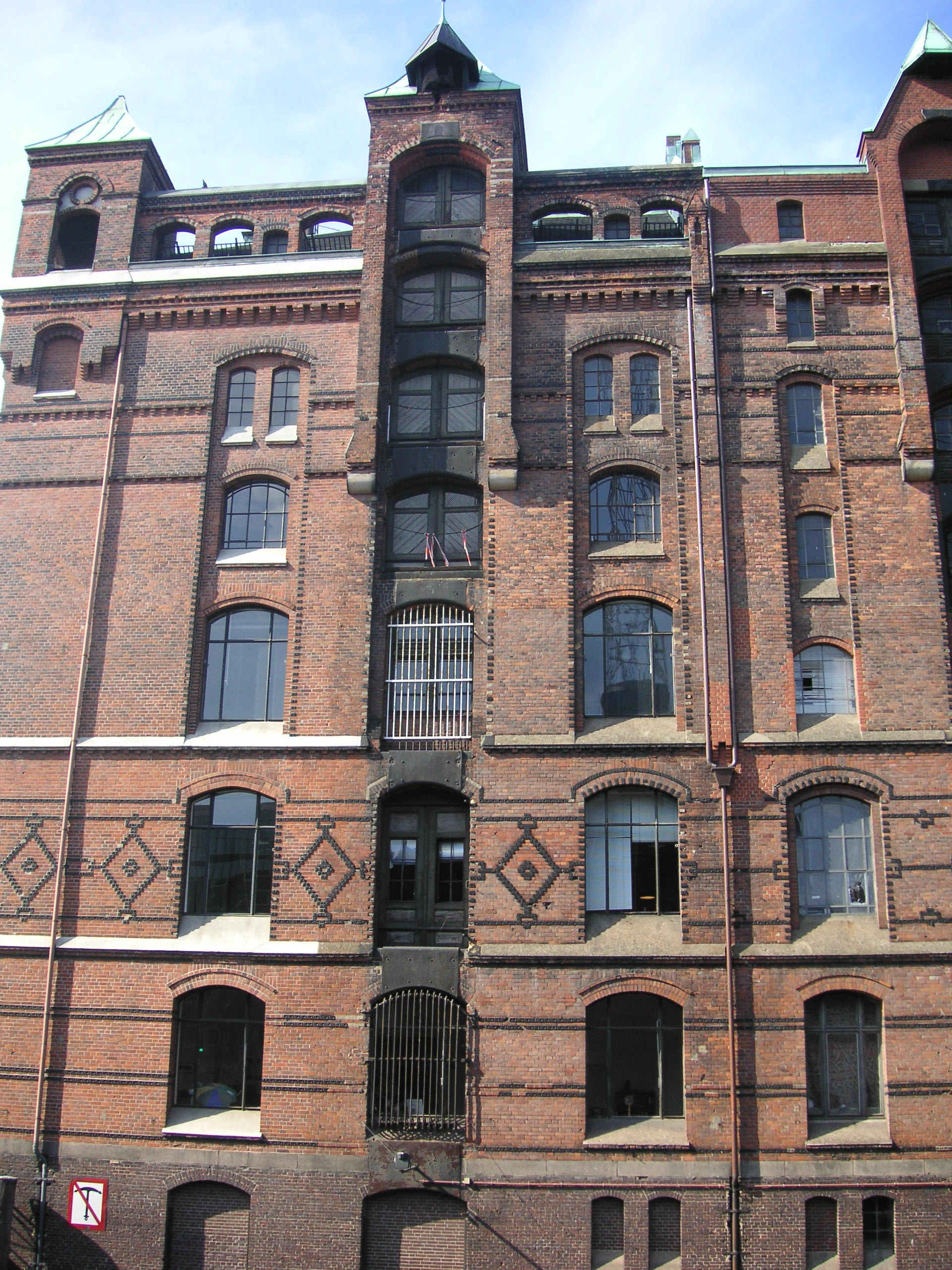
Фасады зданий Шпайхерштадта
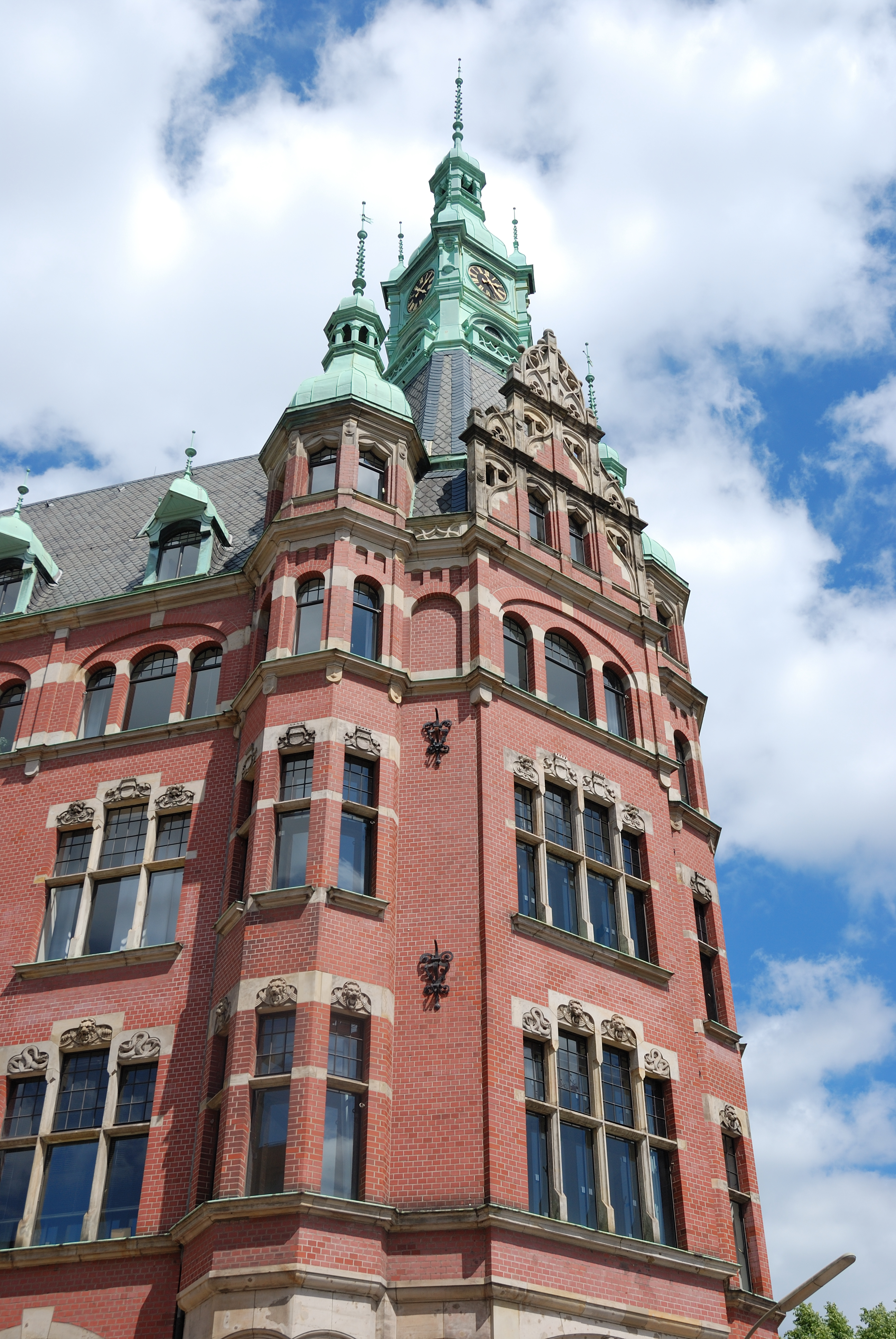
Хафенратхаус в Шпайхерштадте

Во время Второй мировой войны в ходе бомбардировки города союзной авиацией было уничтожено около 50 % зданий Шпайхерштадта. Некоторые из них оказались полностью разрушены и впоследствии не восстанавливались. Ныне на их месте находится торговый центр.
На территории Шпайхерштадта расположено несколько музеев, в том числе Миниатюрная страна чудес, «гамбургский донжон» и — до 2011 года — Афганский музей. Кроме того, здания этого района по-прежнему используются в качестве складов.